# أكوافيفا كوليكروس
أكوافيفا كوليكروس، (بالإنجليزية: Acquaviva Collecroce)، هي بلدة صغيرة و(بلدية) في مقاطعة كامبوباسو، في منطقة موليزي، في جنوب إيطاليا، بين نهري بيفيرنو وتريجنو.

## السكان
في سنة 1861 بلغ عدد السكان 1٬777 نسمة، وتطور العدد ليصل في سنة 2011 لـ 674 نسمة.
يظهر هذا المخطط البياني تطور النمو السكاني لـ أكوافيفا كوليكروس